# Play Hard
Play Hard è un brano musicale del disc-jockey francese David Guetta, realizzato con la collaborazione di Ne-Yo e Akon ed estratto come terzo singolo da Nothing but the Beat 2.0, ristampa del quinto album del deejay francese, Nothing but the Beat. È stato scritto dallo stesso David Guetta insieme a Ne-Yo, Akon, Frédéric Riesterer e Giorgio Tuinfort.
Il singolo usa un campionamento del grande successo Better Off Alone di Alice DeeJay. Play Hard ha riscosso un buon successo nelle classifiche mondiali raggiungendo la numero sei nella Official Singles Chart.

## Tracce
- Download digitale[11]

1. "Play Hard" - 3:21

- Download digitale[12]

1. "Play Hard" (New Edit) - 3:28

- Download digitale - EP[13]

1. "Play Hard" (Albert Neve Remix) - 6:52
2. "Play Hard" (R3hab Remix) - 4:06
3. "Play Hard" (Maurizio Gubellini & Delayers In Da House Remix) - 5:00
4. "Play Hard" (Maurizio Gubellini Remix) - 5:11
5. "Play Hard" (Spencer & Hill Remix) - 6:19
6. "Play Hard" (Extended) - 5:12

- German CD single[14]

1. "Play Hard" (Albert Neve Remix) - 6:52
2. "Play Hard" (R3hab Remix) - 4:06
3. "Play Hard" (Maurizio Gubellini & Delayers In Da House Remix) - 5:00
4. "Play Hard" (Maurizio Gubellini Remix) - 5:11
5. "Play Hard" (Spencer & Hill Remix) - 6:19
6. "Play Hard" (Extended Version) - 5:12

## Video
David Guetta ha lanciato il nuovo video di Play Hard sulla sua pagina ufficiale VEVO il 23 aprile 2013. Il video è stato realizzato da Andreas Nilsson, e ha sollevato una polemica per aver rievocato uno scenario stereotipato del Messico. Nel videoclip appaiono vari ragazzi ballare nelle loro case trasportando poi la scena sul campo dei toreri nel quale compaiono anche il duo di ballerini Les Twins.

## Classifiche

### Classifiche settimanali
| Classifica (2013)   | Posizione massima |
| ------------------- | ----------------- |
| Australia           | 16                |
| Austria             | 10                |
| Belgio (Fiandre)    | 7                 |
| Belgio (Vallonia)   | 5                 |
| Canada              | 34                |
| Danimarca           | 12                |
| Finlandia           | 14                |
| Francia             | 7                 |
| Germania            | 8                 |
| Irlanda             | 8                 |
| Italia              | 5                 |
| Lussemburgo         | 2                 |
| Nuova Zelanda       | 11                |
| Paesi Bassi         | 78                |
| Regno Unito         | 6                 |
| Repubblica Ceca     | 27                |
| Slovacchia          | 13                |
| Spagna              | 19                |
| Stati Uniti         | 64                |
| Stati Uniti (Dance) | 2                 |
| Svezia              | 29                |
| Svizzera            | 3                 |

### Classifiche di fine anno
| Classifica (2013) | Posizione |
| ----------------- | --------- |
| Italia            | 9         |